# Шпак Сергій Федорович
Сергій Федорович Шпак нар. 1 січня 1984) — колишній український футболіст, що грав на позиції захисника. Відомий насамперед виступами за футбольний клуб «Волинь» у вищій українській лізі, грав також у вищому фінському дивізіоні за клуб «Яро».

## Клубна кар'єра
Сергій Шпак є вихованцем ДЮСШ луцької «Волині», а розпочав виступи на футбольних полях у складі аматорської команди «Явір-Волиньліс» із Цумані. У професійному футболі молодий захисник дебютував у друголіговій команді «Ковель-Волинь-2», яка була фарм-клубом «Волині». У 2003 році Шпак отримав запрошення до основної команди луцького клубу, проте перша поява у заявці волинян не була успішною для молодого футболіста, він лише провів кілька матчів на лаві запасних, і керівництво клубу віддало молодого футболіста набиратися досвіду до іншого фарм-клубу лучан «Ікви» з Млинова. Пізніше Шпака орендував першоліговий клуб «Миколаїв», в якому футболіст зіграв 12 матчів у чемпіонаті. На початку сезону 2005—2006 Сергій Шпак повернувся до Луцька, і в цьому сезоні дебютував у вищій лізі в матчі з київським «Арсеналом», замінивши Константіна Шумахера за кілька хвилин до закінчення гри, проте цей матч так і залишився єдиним у цьому сезоні для футболіста у складі «Волині», оскільки в другій половині сезону керівництво клубу вирішило віддати Сергія Шпака в оренду до друголігового клубу «Десна». Улітку Шпак повернувся до «Волині», яка на той час уже вибула до першої ліги. У складі луцького клубу футболіст грав лише до кінця 2006 року, зігравши за цей час 6 матчів у чемпіонаті Початок 2007 року Сергій Шпак провів у аматорському клубі «Водник» із Рівного. З початку сезону 2007—2008 футболіст грав у польському нижчоліговому клубі «Холмянка» із Холма. На початку сезону 2008—2009 року Сергій Шпак повернувся до України, де грав спочатку за першоліговий «Енергетик» з Бурштина, а з початку 2009 року в друголіговому ЦСКА. Проте під час виступів за київський армійський клуб футболіст отримав важку травму, після чого тривалий час не міг вийти на звичний рівень виступів. Сергій Шпак після травми грав за луцькі аматорські клуби, на деякий час повернувся до польської «Холмянки». У 2011 році його агент запропонував йому перейти до клубу вищого фінського дивізіону «Яро» з Якобстада. У цьому клубі головним тренером на той час був колишній радянський футболіст Олексій Єрьоменко, а одним із гравців був колишній котдівуарійський легіонер в українській першості Венанс Зезе. У фінському клубі Шпак зіграв усього 7 матчів, два з яких у найвищій фінській лізі, та під час сезону перейшов до клубу із другого за рангом фінського дивізіону КПВ з міста Коккола. На початку 2012 року Сергій Шпак повернувся до України, де грав до 2015 року у складі кількох аматорських луцьких клубів.